# Collegio elettorale di Catania Centro
Il collegio di Catania Centro fu un collegio elettorale uninominale della Repubblica Italiana per l'elezione del Senato della Repubblica. Apparteneva alla circoscrizione Sicilia e fu utilizzato per eleggere un senatore nella XII, XIII e XIV legislatura.
Venne istituito nel 1993 con la cosiddetta Legge Mattarella (Legge n. 276, Norme per l'elezione del Senato della Repubblica), attuata in seguito al referendum abrogativo del 1993. La legge istituì per la Camera dei deputati e per il Senato della Repubblica un sistema di elezione misto, in parte maggioritario e in parte proporzionale. Il 75% dei parlamentari dell'assemblea veniva eletto in collegi uninominali tramite sistema maggioritario a turno unico; il restante 25% al Senato veniva eletto tramite recupero proporzionale dei più votati non eletti attraverso un meccanismo di calcolo denominato "scorporo", cioè sottraendo dal conteggio dei voti totali di una lista nella parte proporzionale i voti ottenuti dai candidati collegati alla medesima lista che erano eletti nei collegi uninominali con il sistema maggioritario.
Il collegio venne abolito insieme a tutti gli altri che costituivano il Senato con la promulgazione della legge elettorale successiva, la cosiddetta Legge Calderoli. Questa prevedeva un sistema proporzionale con premio di maggioranza, che al Senato veniva attribuito a livello regionale.

## Territorio
Il collegio di Catania Centro era uno dei 20 collegi uninominali in cui era suddivisa la Sicilia e, come previsto dal D.Lgs. del 20 dicembre 1993 n. 535, era interamente compreso nella provincia di Catania e comprendeva parte del comune di Catania, in particolare i quartieri di Raffaello Sanzio, Borgo, Cappuccini, Centro Storico, Bellini, Civita, Santi Angeli Custodi, San Cristoforo, Villaggio San Giuseppe, Cardinale, San Leone, Nesima Inferiore, Monte Po, Barriera, Canalicchio, Picanello, Villaggio, Riviera e Ognina. 

## Eletti
| Elezione | Elezione                 | Senatore          | Partito                    |
| -------- | ------------------------ | ----------------- | -------------------------- |
|          | 1994                     | Franco Zeffirelli | Polo del Buon Governo (FI) |
| 1996     | Polo per le Libertà (FI) | Franco Zeffirelli |                            |
|          | 2001                     | Guido Ziccone     | Casa delle Libertà (FI)    |

## Dati elettorali

### XII legislatura
|                               | Gianfranco Corsi ✔️ Eletto    | Polo del Buon Governo       | 75 532  | 56,18 |  |  |  |  |  |
|                               | Giovanni Grasso               | Progressisti                | 36 706  | 27,30 |  |  |  |  |  |
|                               | Alfio Paolo Giuseppe Speranza | Patto per l'Italia          | 15 757  | 11,72 |  |  |  |  |  |
|                               | Silvio Cormagi                | Partito Socialista Italiano | 3 356   | 2,50  |  |  |  |  |  |
|                               | Antonino Landi                | Liberi Forti Uniti          | 1 714   | 1,27  |  |  |  |  |  |
|                               | Antonio Lombardo              | Vespri Siciliani            | 1 390   | 1,03  |  |  |  |  |  |
| Totale                        | Totale                        | Totale                      | 134 455 | 100   |  |  |  |  |  |
|                               |                               |                             |         |       |  |  |  |  |  |
| Voti non validi               | Voti non validi               | Voti non validi             | 14 080  | 9,48  |  |  |  |  |  |
| Votanti                       | Votanti                       | Votanti                     | 148 535 | 76,15 |  |  |  |  |  |
| Elettori                      | Elettori                      | Elettori                    | 195 048 |       |  |  |  |  |  |
|                               |                               |                             |         |       |  |  |  |  |  |
| Data: 27-28 marzo 1994        |                               |                             |         |       |  |  |  |  |  |
| Fonte: Ministero dell'interno |                               |                             |         |       |  |  |  |  |  |

### XIII legislatura
|                               | Gianfranco Corsi Zeffirelli ✔️ Eletto | Polo per le Libertà                      | 67 864  | 53,95 |  |  |  |  |  |
|                               | Delfino Enzo Concetto Siracusano      | L'Ulivo                                  | 41 145  | 32,71 |  |  |  |  |  |
|                               | Giuseppe Lipera                       | Lista Pannella-Sgarbi                    | 6 689   | 5,32  |  |  |  |  |  |
|                               | Rosario Gaudio Maravigna              | Movimento Sociale Fiamma Tricolore       | 5 494   | 4,37  |  |  |  |  |  |
|                               | Giuseppe Altamore                     | Noi Siciliani-Fronte Nazionale Siciliano | 3 857   | 3,07  |  |  |  |  |  |
|                               | Antonio Patti                         | Partito Socialista                       | 738     | 0,59  |  |  |  |  |  |
| Totale                        | Totale                                | Totale                                   | 125 787 | 100   |  |  |  |  |  |
|                               |                                       |                                          |         |       |  |  |  |  |  |
| Voti non validi               | Voti non validi                       | Voti non validi                          | 14 380  | 10,26 |  |  |  |  |  |
| Votanti                       | Votanti                               | Votanti                                  | 140 167 | 73,51 |  |  |  |  |  |
| Elettori                      | Elettori                              | Elettori                                 | 190 677 |       |  |  |  |  |  |
|                               |                                       |                                          |         |       |  |  |  |  |  |
| Data: 21 aprile 1996          |                                       |                                          |         |       |  |  |  |  |  |
| Fonte: Ministero dell'interno |                                       |                                          |         |       |  |  |  |  |  |

### XIV legislatura
|                               | Guido Ziccone ✔️ Eletto          | Casa delle Libertà                   | 75 717  | 56,98 |  |  |  |  |  |
|                               | Rosario D'Agata                  | L'Ulivo                              | 37 943  | 28,55 |  |  |  |  |  |
|                               | Orazio Giuseppe Antonio Ferlito  | Democrazia Europea                   | 5 841   | 4,40  |  |  |  |  |  |
|                               | Maria Grazia Serrentino          | Lista Di Pietro                      | 3 861   | 2,91  |  |  |  |  |  |
|                               | Elena Sara Antonia Anna Majorana | Partito della Rifondazione Comunista | 3 813   | 2,87  |  |  |  |  |  |
|                               | Giuseppe Francesco Schillaci     | Lista Pannella-Bonino                | 2 320   | 1,75  |  |  |  |  |  |
|                               | Riccardo D'Angelo                | Fronte Nazionale                     | 1 823   | 1,37  |  |  |  |  |  |
|                               | Pietro Figura                    | Noi Siciliani                        | 1 561   | 1,17  |  |  |  |  |  |
| Totale                        | Totale                           | Totale                               | 132 879 | 100   |  |  |  |  |  |
|                               |                                  |                                      |         |       |  |  |  |  |  |
| Voti non validi               | Voti non validi                  | Voti non validi                      | 12 016  | 8,29  |  |  |  |  |  |
| Votanti                       | Votanti                          | Votanti                              | 144 895 | 74,79 |  |  |  |  |  |
| Elettori                      | Elettori                         | Elettori                             | 193 723 |       |  |  |  |  |  |
|                               |                                  |                                      |         |       |  |  |  |  |  |
| Data: 13 maggio 2001          |                                  |                                      |         |       |  |  |  |  |  |
| Fonte: Ministero dell'interno |                                  |                                      |         |       |  |  |  |  |  |